# Bottmingen
Bottmingen est une commune suisse du canton de Bâle-Campagne, située dans le district d'Arlesheim.

## Histoire

Vue aérienne (1948)

Situé sur le cours inférieur de la Birsig, le village est cité pour la première fois en 1246 sous le nom de Bothmingen. La commune est une possession de l'évêché de Bâle depuis le XIe siècle avant d'être achetée par la ville de Bâle en 1585 et rattachée au bailliage de Münchenstein.
Jusqu'au XIXe siècle, la commune comprend également le village de Binningen qui va progressivement se séparer, tout d'abord par les pâturages en 1737, puis par les biens communaux en 1807. Finalement, en 1837, Binningen devient une commune indépendante.
Les principales ressources de la commune sont l'agriculture et la viticulture. Depuis le XIXe siècle et particulièrement l'ouverture de la voie ferrée du Birsigtal en 1887, la commune est absorbée par l'agglomération bâloise au point de compter 88 % d'actifs vivant sur la commune et travaillant à Bâle en 1990. Durant les dernières décennies, la commune s'est développée par la création de quartiers résidentiels, notamment au Bruderholz, pour citadins disposant de revenus élevés.

## Monuments et curiosités

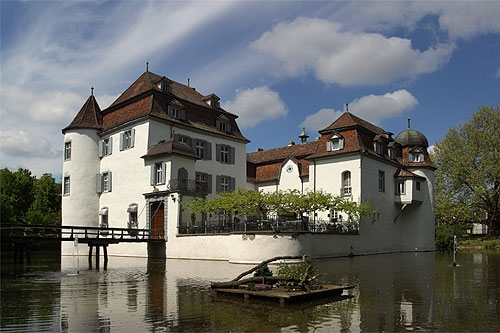
Le restaurant Weiherschloss de Bottmingen.

Le château de Bottmingen (Weiherschloss) situé sur la Birsig est construit dans la seconde moitié du XIIIe siècle, transformé au milieu du XVIIe s. en style baroque sous la direction de Johann Christoph von der Grün, puis en 1720 sous celle de Johann Deutcher. Des remaniements externes, une décoration de haut niveau à l'intérieur ont transformé cet ensemble défensif en une résidence campagnarde dans le goût français. C'est aujourd'hui le seul château du canton à posséder encore des douves. Il abrite de nos jours un restaurant.
Un musée villageois a également été créé dans la commune en 1978.

## Sources
- (de) Cet article est partiellement ou en totalité issu de l’article de Wikipédia en allemand intitulé « Bottmingen » (voir la liste des auteurs).
- Brigitta Strub, « Bottmingen » dans le Dictionnaire historique de la Suisse en ligne, version du 11 février 2005.